# Will Trent
Will Trent è una serie televisiva statunitense creata da Karin Slaughter, Liz Heldens e Daniel T. Thomsen ed è basata sull'omonima serie di romanzi della stessa Karin Slaughter. Vede come protagonista Ramón Rodríguez ed Erika Christensen e ha debuttato su ABC il 3 gennaio 2023.

## Trama
Will Trent è stato trovato abbandonato da bambino ed è cresciuto nel sistema di affidamento di Atlanta, cosa che ha avuto un effetto duraturo su di lui. Nonostante sia dislessico, è riuscito a ottenere il grado di agente speciale del Georgia Bureau of Investigation (GBI). Will si dimostra molto attento e detiene la percentuale più alta di casi risolti tra gli agenti del GBI; questo lo rende spesso oggetto di invidia e scherno da parte dei colleghi.
La serie inizia subito dopo la conclusione di un delicato caso di corruzione gestito da Will Trent che ha portato l'arresto di vari agenti del dipartimento di polizia di Atlanta (che condivide un edificio per uffici con il GBI). Per questo motivo, il protagonista viene visto con sospetto da molti colleghi, che si rifiutano anche a tratti di lavorare con lui. Suo partner temporaneo, dal primo episodio, è Faith Mitchell, detective precisa e competente, che nonostante l'avversione per Will lo invita a una sempre maggiore collaborazione sul campo.
Ha una relazione intermittente con la sua amica d'infanzia del sistema di affidamento, la detective dell'APD Angie Polaski, che è partner lavorativa del detective Michael Ormewood. I casi di Will e Angie a volte si sovrappongono, mettendo i due, e i loro partner, in contatto continuo.

## Episodi
| Stagione         | Episodi | Prima TV USA | Pubblicazione Italia |
| ---------------- | ------- | ------------ | -------------------- |
| Prima stagione   | 13      | 2023         | 2023                 |
| Seconda stagione | 10      | 2024         | 2024                 |
| Terza stagione   | 18      | 2025         | 2025                 |

## Personaggi e interpreti

### Personaggi principali
- Will Trent (stagioni 1-in corso), interpretato da Ramón Rodríguez, doppiato da Gianfranco Miranda.[2]
È un agente speciale del GBI. Cresciuto in affidamento, soffre di dislessia.[3]
- Angie Polaski (stagioni 1-in corso), interpretata da Erika Christensen, doppiata da Domitilla D'Amico.[2]
È una detective della polizia di Atlanta. È orfana e cresciuta in affidamento insieme a Will, con il quale ha stretto una profonda amicizia sin dalla goiventù. Ha una relazione saltuaria con Will.[3]
- Faith Mitchell (stagioni 1-in corso), interpretata da Iantha Richardson, doppiata da Mattea Serpelloni.[2]
È un agente speciale del GBI e collega di Will.[3]
- Michael Ormewood (stagioni 1-in corso), interpretato da Jake McLaughlin, doppiato da Andrea Mete.[2]
È un detective dell'APD e collega di Angie. Ha una moglie, Gina, e due figli, Max e Cooper.[3]
- Amanda Wagner (stagioni 1-in corso), interpretata da Sonja Sohn, doppiata da Emanuela Baroni.[2]
È la vicedirettrice del GBI.[3]
- Marion Alba (stagioni 3-in corso), interpretata da Gina Rodriguez, doppiata da Benedetta Degli Innocenti.
Assistente del procuratore distrettuale.

### Ricorrenti
- Jeremy Mitchell (stagioni 1-in corso), interpretato da Deion Smith, doppiato da Danny Francucci.[2]
È il figlio di Faith.
- Rafael Wexford (stagione 3), interpretato da Antwain Hopper, doppiato da Riccardo Petrozzi.
- Nico (stagioni 1-in corso), interpretata da Cora Lu Tran, doppiata da Giorgia Venditti.[2]
Ottiene lavoro come dogsitter quando Angie la presenta a Will. Da allora è diventata sua amica, abita a casa sua e si prende cura di Betty.
- Pete Chin (stagioni 1-in corso), interpretato da Kurt Yue, doppiato da Marco Benvenuto.[2]
È il patologo forense.
- Franklin Wilks (stagioni 1-in corso), interpretato da Kevin Daniels, doppiato da Dimitri Winter.[2]
- Capitano Heller (stagioni 1-in corso), interpretato da Todd Allen Durkin, doppiato da Gianluca Solombrino.[2]
Capitano dell'APD.
- Agente Wirth (stagioni 1-in corso), interpretato da Cedrick Cooper, doppiato da Alessandro Ballico.[2]
Agente dell'APD.
- Agente O'Hara (stagioni 1-in corso), interpretato da Isaiah Stratton.[2]
Agente dell'APD.
- Abigail Bentley Campano, interpretata da Jennifer Morrison, doppiata da Emanuela D'Amico.[2]
- Paul Campano, interpretato da Mark-Paul Gosselaar, doppiato da Giorgio Borghetti.[2]
- Emma Campano, interpretata da Aline O'Neill, doppiata da Luisa D'Aprile.[2]
- Max Ormewood (stagioni 1-in corso), interpretato da Owen Trumbly, doppiato da Valeriano Corini.[2]
È il figlio di Michael e Gina.
- Cooper Ormewood (stagioni 1-in corso), interpretata da Jophielle Love, doppiata da Sofia Fronzi.[2]
È la figlia di Michael e Gina.
- Caroline (stagioni 1-in corso), interpretata da Christina Wren, doppiata da Anna Maria Laviola.[2]
- Lucy Morales (stagioni 1-in corso), interpretata da Raiany Silva, doppiata da Anna Maria Laviola.[2]
- Crystal (stagioni 1-in corso), interpretata da Chapel Elizabeth Oaks, doppiata da Francesca di Palma.[2]
- Luke Sullivan (stagioni 2-in corso), interpretato da Ser'Darius Blain, doppiato da Daniele Raffaeli.[2]
- Antonio Miranda (stagioni 2-in corso), interpretato da John Ortiz, doppiato da Stefano Benassi.[2]
È lo zio di Will.

## Distribuzione

### Data di uscita
La prima stagione di Will Trent è stata trasmessa in prima visione assoluta negli Stati Uniti d'America su ABC dal 3 gennaio 2023, mentre la seconda stagione è stata trasmessa l'anno successivo.
Al di fuori degli Stati Uniti è stata distribuita sul servizio di streaming on demand Disney+, debuttando il 12 aprile 2023.

### Edizione italiana
La direzione del doppiaggio è di Laura Masini, per la prima e la terza stagione, e Yuri Bedini, per la seconda stagione; i dialoghi italiani sono curati da Emanuela Giovannini, per la prima e la terza stagione, Lucia Paccoi, per la prima stagione, e Linda Barani, per la seconda stagione, per conto di TS Video che si è occupata anche della sonorizzazione.

## Riconoscimenti
- Astra Television Awards
  - 2024 – Miglior serie drammatica di una rete radiotelevisiva[7]
  - 2024 – Candidato per il miglior attore protagonista in una serie drammatica di una rete televisiva o via cavo a Ramón Rodríguez[8]
  - 2024 – Candidata per la miglior attrice protagonista in una serie drammatica di una rete televisiva o via cavo a Erika Christensen[8]
  - 2024 – Candidata per la miglior attrice non protagonista in una serie drammatica di una rete televisiva o via cavo a Sonja Sohn[8]
  - 2024 – Candidata per la miglior attrice ospite in una serie drammatica di una rete televisiva o via cavo a Tamara Clatterbuck[8]
  - 2024 – Candidatura per la miglior sceneggiatura in una serie drammatica di una rete televisiva o via cavo a Liz Heldens e Kath Lingenfelter per Un brutto carattere e un cuore duro[8]
  - 2024 – Candidato per la miglior regia in una serie drammatica di una rete televisiva o via cavo a Howard Deutch per Un'alibi inattaccabile[8]
- Critics' Choice Awards
  - 2024 – Candidato per il miglior attore protagonista in una serie drammatica a Ramón Rodríguez[9]
- Edgar Allan Poe Awards
  - 2024 – Candidata per la miglior sceneggiatura a Liz Heldens per Un'alibi inattaccabile[10][11]
- Imagen Awards
  - 2023 – Candidato per il miglior attore protagonista televisivo in una serie drammatica a Ramón Rodríguez[12]
  - 2024 – Miglior serie drammatica[13]
  - 2024 – Candidato per il miglior attore protagonista televisivo in una serie drammatica a Ramón Rodríguez[14]
- Independent Spirit Awards
  - 2024 – Candidato per il migliore attore protagonista in una nuova serie televisiva a Ramón Rodríguez[15]
- ReFrame Stamp
  - 2024 – IMDbPro Top 200 serie televisive premiate[16]

## Espedienti narrativi
I produttori si sono impegnati per realizzare una storia il più possibile simile a quella raccontata nel libri. Ciononostante ci sono alcune differenze piuttosto evidenti:
- l'aspetto fisico di Will Trent viene descritto nei libri come alto, bianco, biondo e con spalle larghe. L'aspetto di Ramón Rodríguez è completamente diverso, ad eccezione della statura, ed è servito come espediente per aumentare la sensazione di un personaggio emarginato[17][18]
- i personaggi di Amanda e Faith vengono descritte come donne bianche nei libri ma nella serie sono interpretate da donne nere[17]
- nella serie non è presente uno dei personaggi principali apparsi dal terzo libro, ovvero quello di Sara Linton. Un medico legale che aiuta i protagonisti a risolvere i crimini, e fidanzata di Will[17]
- il personaggio di Michael Ormewood che è sempre pronto a fare la cosa giusta, è descritto nei libri come violento, corrotto e assassino di sua moglie[17]
- il tono della serie televisiva è in generale più leggero rispetto a quanto descritto nei libri, dove violenza e spargimenti di sangue sono maggiori[17]